# Jeff Hassler

a Compétitions nationales et continentales officielles uniquement.

b Matchs officiels uniquement.
Dernière mise à jour le 17 septembre 2019.
Jeffrey Hassler dit « Jeff Hassler », né le 21 août 1991 à Okotoks (Province de l'Alberta, Canada), est un joueur de rugby à XV et de rugby à sept canadien. Il compte 24 sélections avec l'équipe du Canada, évoluant au poste d'ailier (1,78 m pour 92 kg).

## Biographie
En juin 2013, alors qu'il évolue avec le Prairie Wolf Pack dans le Canadian Rugby Championship, il signe un contrat pour la saison 2013-2014 du Pro12 en faveur de la franchise galloise des Ospreys. Après une première saison remarquable (8 essais, 2e meilleur marqueur du Pro 12 ex-aequo avec son coéquipier Ashley Beck), le jeune joueur se voit offrir un nouveau contrat de 3 ans, le liant aux Ospreys jusqu'en 2017. Alors qu'il commence sa deuxième saison sur les mêmes bases que la première (5 essais en 9 matchs toutes compétitions confondues), il se blesse gravement aux ligaments du genou contre l'équipe de Roumanie lors de la tournée de novembre 2014 et doit subir une intervention chirurgicale qui le tiendra éloigné des terrains pendant 5 mois.
Après la fin de son contrat avec les Ospreys à la fin de la saison 2017-2018, alors qu'il effectuait des essais avec le club anglais des Harlequins, il décide d'arrêter temporairement le rugby afin de se consacrer à des projets personnels.

## Carrière

### En club
- ????-???? : Prairie Wolf Pack
- 2013-2018 : Ospreys
- 2019 : Seawolves de Seattle

### En équipe nationale
Il a obtenu sa première cape internationale le 9 juin 2012 à l'occasion d'un match contre l'équipe des États-Unis à Kingston (Province de l'Ontario, Canada).

## Statistiques en équipe nationale
- 24 sélections (21 fois titulaire, 3 fois remplaçant)
- 35 points (7 essais)
- Sélections par année : 4 en 2012, 2 en 2013, 5 en 2014, 5 en 2015, 4 en 2018, 3 en 2019

En Coupe du monde :
- 2015 : 2 sélections (Irlande, Roumanie)